# Thy Art Is Murder
Thy Art Is Murder je australská deathcorová hudební skupina ze Sydney založená v roce 2006. Členové skupiny jsou vokalista Tyler Miller, kytaristé Sean Delander a Andy Marsh, bubeník Jesse Beahler a basista Kevin Butler. Thy Art Is Murder vydali pět studiových alb od svého vzniku.
Třetí album Holy War (2015) a následující Dear Desolation (2017) se umístily na americké příčce Billboard 200. Album Human Target bylo vydáno v roce 2019.

## Diskografie
Studiová alba
- The Adversary (2010)
- Hate (2012)
- Holy War (2015)
- Dear Desolation (2017)
- Human Target (2019)
- Godlike (2023)

EP
- Infinite Death (2008)
- The Depression Sessions (2016)

## Členové
| Současní - Tyler Miller – vokály (2023 - dosud) - Sean Delander – kytara (2006–2010, 2014–dosud), basa (2010–2014) - Andy Marsh – kytara (2010–dosud) - Kevin Butler – basa (2015–dosud) - Jesse Beahler – bicí (2019–dosud) | Bývalí - Lee Stanton – bicí (2006–2019) - Gary Markowski – kytara (2006–2011) - Josh King – basa (2006–2009) - Brendan van Ryn – vokály (2006–2008) - Chris "CJ" McMahon – vokály (2009–2015, 2017–2023) - Mick Low – basa (2009–2010) - Tom Brown – kytara (2011–2013) |

Členové
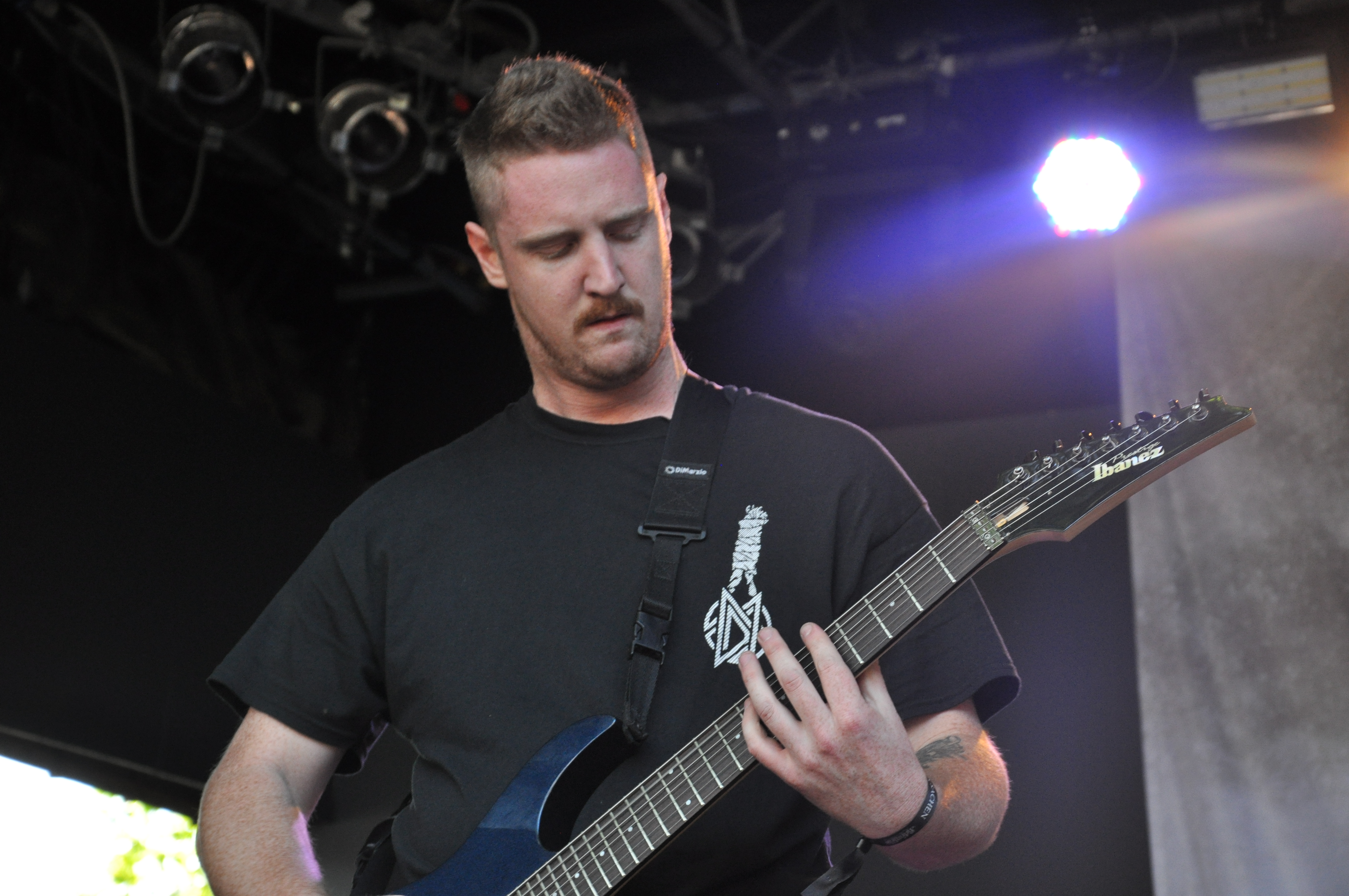
Sean Delander
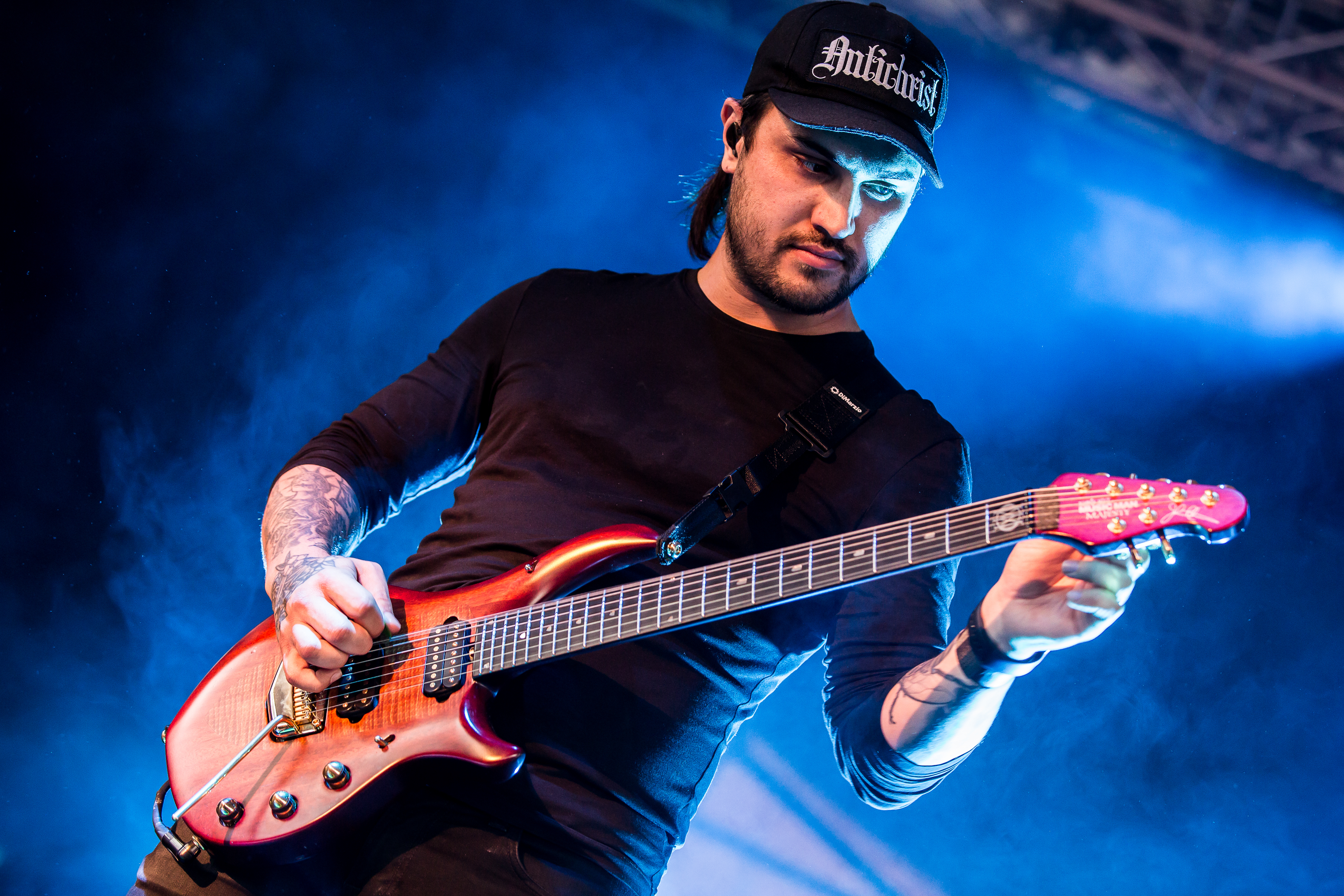
Andy Marsh
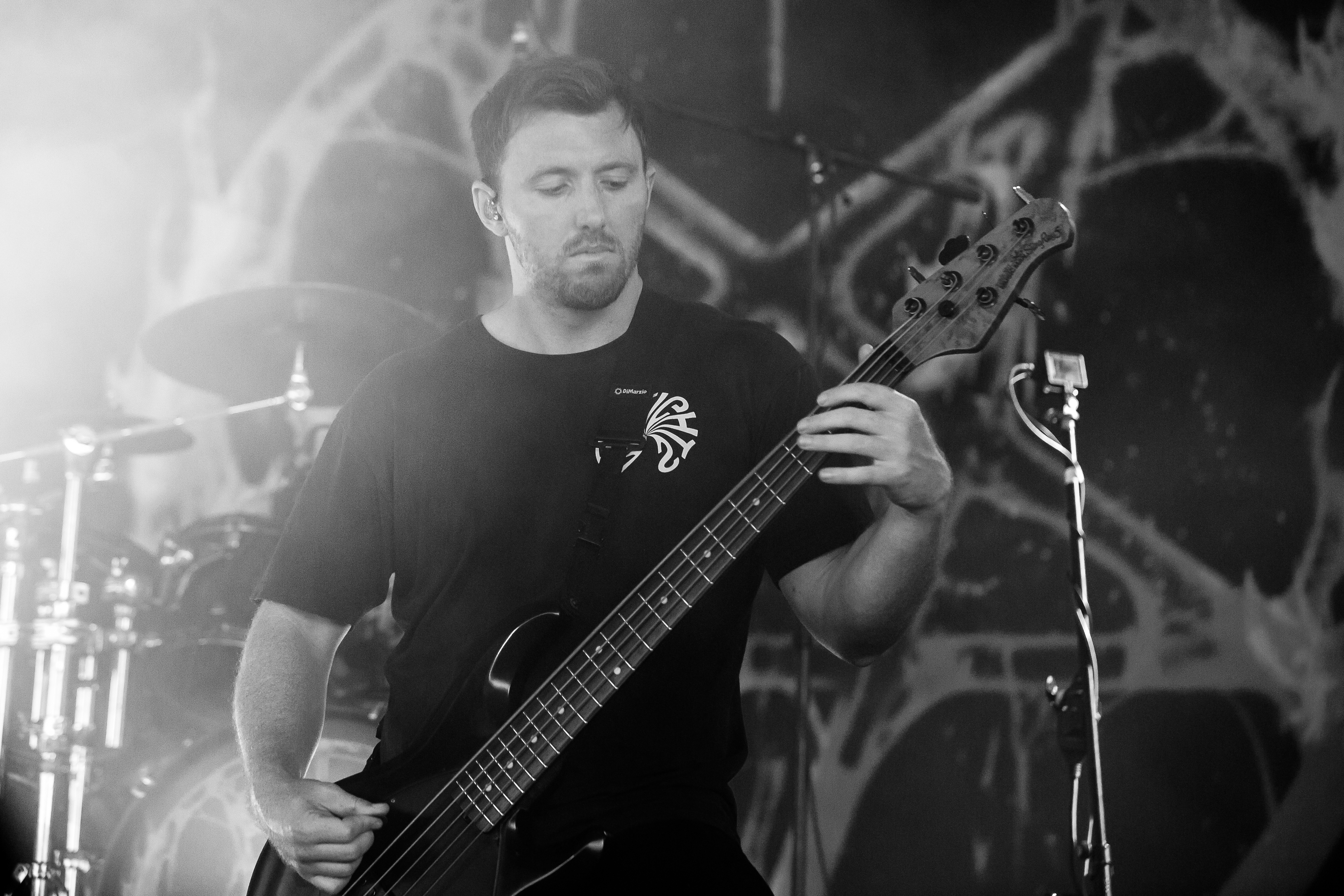
Kevin Butler